# Еван (Минесота)
Еван (енгл. Evan) град је у америчкој савезној држави Минесота.

## Демографија
По попису из 2010. године број становника је 86, што је 5 (-5,5%) становника мање него 2000. године.
| Група             | 2000.      | 2010.      |
| Белци             | 86 (94,5%) | 78 (90,7%) |
| Афроамериканци    | 0 (0,0%)   | 0 (0,0%)   |
| Азијати           | 0 (0,0%)   | 0 (0,0%)   |
| Хиспаноамериканци | 2 (2,2%)   | 7 (8,1%)   |
| Укупно            | 91         | 86         |